# Tizi Ouasli
Tizi Ouasli (en árabe تيزي وسلي, Tīzī Waslī; en amazic ⵟⵉⵣⵉ ⵓⵙⵔⵉ) es una localidad y comuna rural de la provincia de Taza, en la región de Fez-Mequinez, Marruecos. Según el censo de 2012, tenía una población total de 1.490 personas.